# ازملک گربه
ازملک گربه (نام علمی: Smilax glauca) نام یک گونه از سرده ازملک است.